# Mieczysław Czyżewicz
Mieczysław Julian Mikołaj Czyżewicz (ur. 18 czerwca 1901 w Warszawie, zm. wiosną 1940 w Charkowie) – kapitan piechoty Wojska Polskiego, ofiara zbrodni katyńskiej.

## Życiorys
Urodził się 18 czerwca 1901 r. w Warszawie jako syn Wojciecha i Idalii z Domańskich. W Wojsku Polskim służył od 1918 roku. Uczestnik wojen 1918–1921 (polsko-ukraińskiej i polsko-bolszewickiej) w szeregach 3 pułku ułanów i 31 pułku piechoty. Ukończył Szkołę Podchorążych w Warszawie i został mianowany na stopień podporucznika z dniem 13 sierpnia 1920 r. 
Na dzień 1 czerwca 1921 r. pełnił w stopniu podporucznika służbę w 31 pułku Strzelców Kaniowskich. Dekretem Naczelnika Państwa i Wodza Naczelnego z dnia 3 maja 1922 r. (dekret L. 19400/O.V.) został zweryfikowany w tymże stopniu, ze starszeństwem z dnia 1 marca 1920 roku i 871. lokatą łączną w korpusie oficerów piechoty (była to jednocześnie 24. lokata w starszeństwie).
Awansowany do stopnia porucznika został ze starszeństwem z dnia 1 października 1921 r. W roku 1923 zajmował 4. lokatę w swoim starszeństwie i nadal służył w łódzkim 31 pułku piechoty. W rok później znajdował się już w korpusie oficerów rezerwowych piechoty i zajmował na ten czas 2. lokatę wśród poruczników w swoim starszeństwie (z dnia 1 października 1921 r.). Posiadał wówczas nadal przydział do 31 pułku piechoty. W dniu 27 kwietnia 1925 r. ogłoszono przeniesienie porucznika rezerwowego powołanego do służby czynnej Mieczysława Czyżewicza, w korpusie oficerów rezerwowych piechoty (bez prawa do należności za przesiedlenie), z 31 pułku piechoty do 69 pułku piechoty. 
W roku 1928 pełnił nadal służbę, już jako oficer zawodowy, w gnieźnieńskim 69 pułku piechoty, zajmując 17. lokatę wśród poruczników korpusu piechoty w swoim starszeństwie. W roku 1930 służył w Szkole Podchorążych Rezerwy przy 29 Dywizji Piechoty i zajmował wówczas 1115. lokatę łączną wśród poruczników piechoty (była to 11. lokata w starszeństwie).    
Zarządzeniem Prezydenta RP Ignacego Mościckiego z dnia 17 grudnia 1931 r. został awansowany na stopień kapitana, ze starszeństwem z dnia 1 stycznia 1932 r. i 68. lokatą w korpusie oficerów piechoty. W początkowych miesiącach 1932 r. nadal pełnił służbę w Dywizyjnej Szkole Podchorążych Rezerwy Piechoty przy 29 Dywizji Piechoty (szkoła zorganizowana była przy 81 pułku piechoty z tejże dywizji). Zajmował wówczas wciąż 68. lokatę wśród kapitanów piechoty ze swego starszeństwa. Z dniem 3 kwietnia 1932 r. został przydzielony na pierwszy 3-miesięczny kurs dowódców kompanii k.m. do rembertowskiego Centrum Wyszkolenia Piechoty. Zarządzeniem  ministra spraw wojskowych – marszałka Józefa Piłsudskiego – z dniem 1 lipca 1932 r. został przeniesiony, w korpusie oficerów piechoty, z Dywizyjnej Szkoły Podchorążych Piechoty przy 29 DP do 81 pułku piechoty.
Jako oficer grodzieńskiego 81 pułku piechoty, na dzień 1 lipca 1933 r. zajmował 1970. lokatę łączną wśród kapitanów piechoty (była to 65. lokata w starszeństwie), a na dzień 5 czerwca 1935 r. – 1693. lokatę łączną pośród kapitanów korpusu piechoty (63. lokatę w swoim starszeństwie). Z dniem 17 maja 1938 r. objął dowodzenie nad 3 kompanią strzelecką włocławskiego 14 pułku piechoty. Na dzień 23 marca 1939 r. zajmował 31. lokatę wśród kapitanów korpusu piechoty w swoim starszeństwie i pełnił służbę jako dowódca 7 kompanii strzeleckiej 14 pułku piechoty (na dzień 26 maja 1939 r. nadal dowodził tą kompanią).
W kampanii wrześniowej wziął udział na stanowisku oficera sztabu piechoty dywizyjnej 44 Dywizji Piechoty Rezerwowej. Funkcję tę sprawował w okresie od dnia 1 września 1939 r. do dnia 12 września 1939 r.
Po agresji ZSRR na Polskę kapitan Mieczysław Czyżewicz w bliżej nieznanych okolicznościach dostał się do niewoli sowieckiej. Przetrzymywany był w obozie w Starobielsku. Wiosną 1940 r. został zamordowany przez funkcjonariuszy NKWD w Charkowie i pogrzebany potajemnie w masowej mogile w Piatichatkach, gdzie od 17 czerwca 2000 r. mieści się oficjalnie Cmentarz Ofiar Totalitaryzmu w Charkowie. Figuruje na Liście Starobielskiej NKWD, pod poz. 3682.

## Upamiętnienie
5 października 2007 r. minister obrony narodowej Aleksander Szczygło mianował go pośmiertnie na stopień majora. Awans został ogłoszony 9 listopada 2007 r. w Warszawie, w trakcie uroczystości „Katyń Pamiętamy – Uczcijmy Pamięć Bohaterów”.

## Ordery i odznaczenia
- Srebrny Krzyż Zasługi (22 maja 1939)[32][19]
- Medal Pamiątkowy za Wojnę 1918–1921”[33]
- Medal Dziesięciolecia Odzyskanej Niepodległości[33]